# Arico
Arico es un municipio español perteneciente a la isla de Tenerife, en la provincia de Santa Cruz de Tenerife, comunidad autónoma de Canarias. 
La capital municipal se ubica en Villa de Arico, situada a 556 m s. n. m.

## Toponimia
Existen dos hipótesis sobre el origen del nombre del municipio. Para algunos autores procede del término español 'aricar', que tiene el sentido de «arar muy superficialmente», y que estaría vinculado al pasado agrícola del municipio. Por otra parte, autores como Maximiano Trapero o Dominik Josef Wölfel creen que se trata de una voz de procedencia aborigen. En cuanto a su posible significado, el segundo alude a los paralelos bereberes tarike 'retoño de palmera' y atekkai / irekkain 'jardín', relacionándolo también con el antropónimo Aricus. Para el filólogo e historiador Ignacio Reyes podría ser traducido como 'pudrimiento', añadiendo la nota «acaso en relación con el proceso de mirlado de los cadáveres».

## Símbolos

### Escudo
El escudo heráldico fue aprobado por el Gobierno de Canarias el 22 de mayo de 1985, y consta de: «Cortado: 1º de sinople, la colmena de oro, 2º de azur, el ancla de plata. Orla de plata con cuatro instrumentos agrícolas para aricar la tierra. Al timbre, Corona Real cerrada».

### Bandera
La bandera municipal fue aprobada por el Pleno del Ayuntamiento el día 29 de abril de 2003, siendo ratificada por el Gobierno de Canarias. Se describe de la siguiente manera: «Bandera rectangular de proporción 2:3, tercia al asta en sinople y el resto del paño en azur. Brochante al centro el escudo municipal en sus colores».

## Geografía
Está situado en el sureste de la isla, limitando con los municipios de Fasnia, La Orotava y Granadilla de Abona. 

### Orografía
Se extiende a modo de rampa desde la costa, pasando por una medianía repleta de barrancos y lomos, hasta la cumbre donde la topografía es más abrupta, teniendo una altura máxima de 2 572 m s. n. m. en el lugar conocido como El Topo de Veno.
El paisaje está dominado por profundos barrancos y los restos de coladas volcánicas, con abundantes bancales que permiten el cultivo de vides, papas y tomates.

### Hidrografía
El municipio cuenta con numerosos barrancos, siendo los de mayor entidad los barrancos del Río —límite con Granadilla de Abona—, el de Bijagua o de Abejones, el barranco Polegre o de Tajo, el de Tamadaya, el de la Linde o de Las Eras —límite con Fasnia— y el barranco de Guama o de Guasiegre. Otros barrancos de importancia son el de los Charcos de Tabaibarril, el de la Luz o del Pedregal, el de las Eres del Puerto, el barranco de La Listada, el de la Centinela y el de Magua.
De interés por su flora son los barrancos del Río, de Tamadaya y de Madre del Agua.

### Clima
| Parámetros climáticos promedio de Villa de Arico (1982-2012) | Parámetros climáticos promedio de Villa de Arico (1982-2012) | Parámetros climáticos promedio de Villa de Arico (1982-2012) | Parámetros climáticos promedio de Villa de Arico (1982-2012) | Parámetros climáticos promedio de Villa de Arico (1982-2012) | Parámetros climáticos promedio de Villa de Arico (1982-2012) | Parámetros climáticos promedio de Villa de Arico (1982-2012) | Parámetros climáticos promedio de Villa de Arico (1982-2012) | Parámetros climáticos promedio de Villa de Arico (1982-2012) | Parámetros climáticos promedio de Villa de Arico (1982-2012) | Parámetros climáticos promedio de Villa de Arico (1982-2012) | Parámetros climáticos promedio de Villa de Arico (1982-2012) | Parámetros climáticos promedio de Villa de Arico (1982-2012) | Parámetros climáticos promedio de Villa de Arico (1982-2012) |
| Mes                                                          | Ene.                                                         | Feb.                                                         | Mar.                                                         | Abr.                                                         | May.                                                         | Jun.                                                         | Jul.                                                         | Ago.                                                         | Sep.                                                         | Oct.                                                         | Nov.                                                         | Dic.                                                         | Anual                                                        |
| ------------------------------------------------------------ | ------------------------------------------------------------ | ------------------------------------------------------------ | ------------------------------------------------------------ | ------------------------------------------------------------ | ------------------------------------------------------------ | ------------------------------------------------------------ | ------------------------------------------------------------ | ------------------------------------------------------------ | ------------------------------------------------------------ | ------------------------------------------------------------ | ------------------------------------------------------------ | ------------------------------------------------------------ | ------------------------------------------------------------ |
| Temp. máx. media (°C)                                        | 16.8                                                         | 17.0                                                         | 18.3                                                         | 19.0                                                         | 20.1                                                         | 22.2                                                         | 24.8                                                         | 26.0                                                         | 24.6                                                         | 22.9                                                         | 19.7                                                         | 17.7                                                         | 20.8                                                         |
| Temp. media (°C)                                             | 13.7                                                         | 13.8                                                         | 14.8                                                         | 15.4                                                         | 16.4                                                         | 18.4                                                         | 20.8                                                         | 21.6                                                         | 20.9                                                         | 19.3                                                         | 16.6                                                         | 14.6                                                         | 17.2                                                         |
| Temp. mín. media (°C)                                        | 10.6                                                         | 10.7                                                         | 11.3                                                         | 11.8                                                         | 12.8                                                         | 14.7                                                         | 16.8                                                         | 17.2                                                         | 17.2                                                         | 15.7                                                         | 13.6                                                         | 11.5                                                         | 13.7                                                         |
| Precipitación total (mm)                                     | 65                                                           | 50                                                           | 47                                                           | 25                                                           | 13                                                           | 5                                                            | 1                                                            | 2                                                            | 10                                                           | 42                                                           | 80                                                           | 85                                                           | 425                                                          |
| Fuente: Climate-data.org                                     |                                                              |                                                              |                                                              |                                                              |                                                              |                                                              |                                                              |                                                              |                                                              |                                                              |                                                              |                                                              |                                                              |

### Espacios protegidos
En el territorio de Arico se ubican el monumento natural de la Montaña Centinela y el sitio de interés científico del Tabaibal del Porís, así como parte del parque natural de la Corona Forestal, todos ellos incluidos en la Red Canaria de Espacios Naturales Protegidos.
Estos espacios protegidos se incluyen además en la Red Natura 2000 como Zonas de Especial Conservación, sumándoseles las zonas denominadas barranco de las Hiedras-El Cedro, barranco Madre del Agua y barranco de Icor. La superficie del parque natural de la Corona Forestal es también Zona de Especial Protección para las Aves.
Arico cuenta también con el monte de utilidad pública denominado Contador y Cumbre.

## Historia

### Etapa guanche: antes del sigloxiv
Arico se encuentra habitado desde época guanche, habiendo formado parte del reino o menceyato de Abona, aunque algunos investigadores han sugerido que todo o parte del moderno término municipal pertenecía al reino de Güímar, al ubicar el límite entre ambos bandos en el barranco del Río o en el de Tamadaya.
Los guanches en Arico se asentaban en pequeños poblados de cuevas en los principales barrancos por sus condiciones ecológicas y de disponibilidad de agua.
Para el historiador tinerfeño Juan Bethencourt Alfonso la «capital» del menceyato de Abona se ubicaba en torno al moderno núcleo de El Río.

### Conquista y colonización europeas: siglosxvyxvi
Tras la conquista, familias castellanas y portuguesas, así como algunos pobladores procedentes de Gran Canaria, se establecieron en este lugar, fusionándose con los guanches supervivientes y perpetuando el modelo pastoril que había caracterizado a la etapa guanche.
La colonización del reino de Abona comienza en torno al barranco del Río y al área de Punta de Abona, donde se asientan numerosos canarios. El puerto del Porís de Abona toma gran importancia en las primeras décadas del siglo xvi como embarcadero de la producción peguera que se desarrolla en los montes de Arico, construyéndose en sus proximidades hacia 1520 la primera ermita del lugar dedicada a Nuestra Señora de la Merced.
Aunque la colonización de Arico comienza inmediatamente después de finalizada la conquista, el núcleo de Lomo de Arico no se establece hasta finales del siglo xvi, habiendo sido fundado entre otros por el capitán Juan González Gómez. La consolidación del núcleo comienza a raíz de la construcción de una ermita dedicada a San Juan Bautista en 1603.
Desde un primer momento toda la zona de Abona se incluye en el beneficio eclesiástico de Taoro, estando bajo la jurisdicción parroquial de San Pedro de Daute, hasta que en 1560 se crea el beneficio de Abona con sede en Vilaflor. Los habitantes de Arico pasan entonces a integrarse en la jurisdicción de la parroquia de San Pedro Apóstol de Vilaflor.

### Antiguo Régimen: siglosxviiyxviii

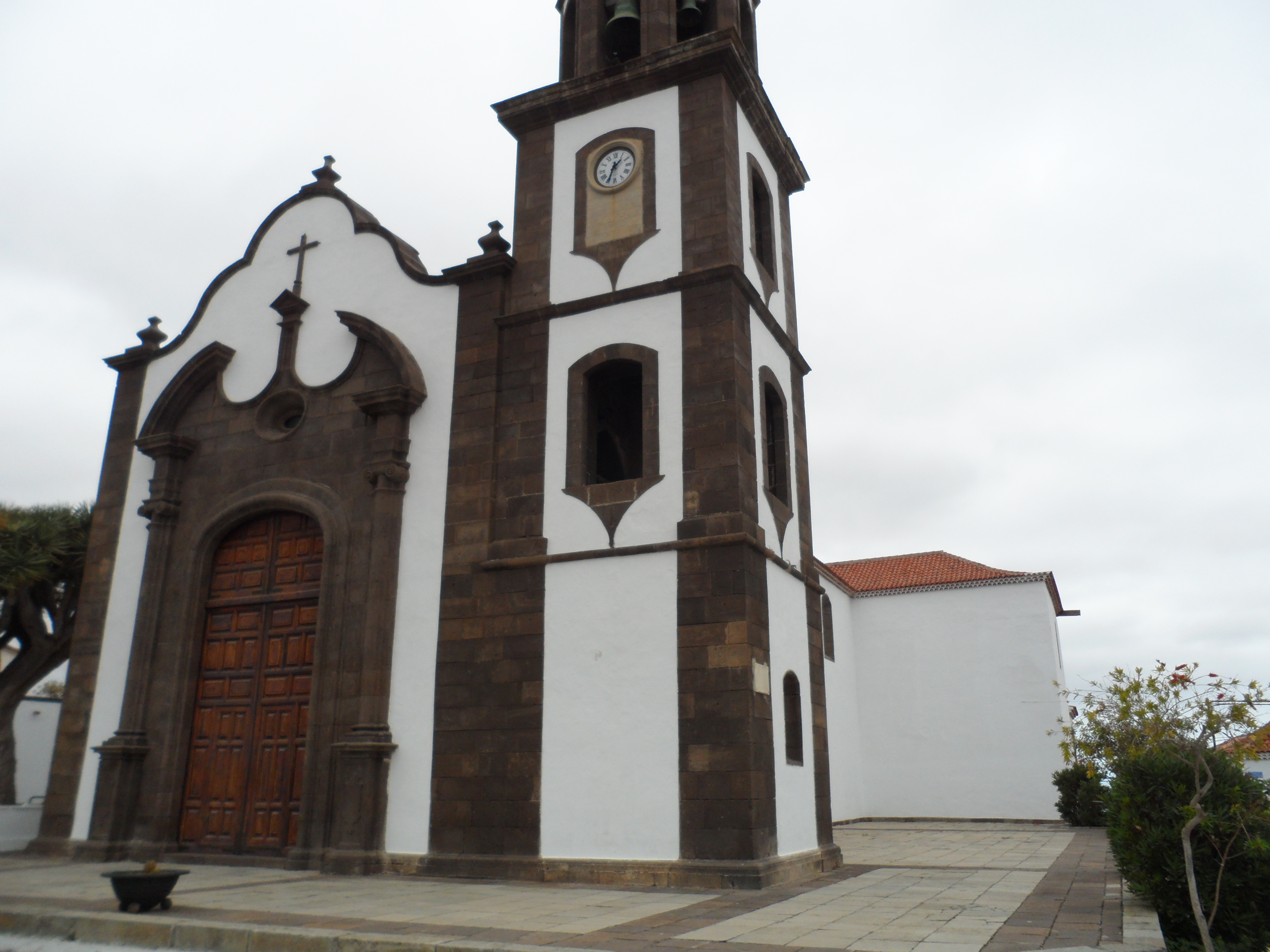
Iglesia de San Juan Bautista

El primitivo núcleo de Arico, configurado por una pequeña aglomeración edificatoria y numerosas viviendas dispersas, comenzó a contar con alcalde real propio en 1635, mientras que en 1639 es elevada su ermita al rango de parroquia, segregándose de la de San Pedro de Vilaflor.
En 1648, Arico y el resto de lugares de la comarca de Abona —Vilaflor, Granadilla, San Miguel y Arona— pasan a depender civil y judicialmente del alcalde mayor de La Orotava, al haber sido declarada esta villa exenta. A partir de este momento los alcaldes reales de Arico, que hasta entonces eran nombrados por el cabildo de La Laguna, pasan a ser nombrados por dicho alcalde mayor.
En 1723, Arico absorbe el caserío de Fasnia y los pagos de La Zarza, Sombrera, Sabina Alta y Valencia, segregados de Güímar.
En 1768 se crean los cargos de síndico personero y diputado del común, responsables de la defensa de los intereses del vecindario de los lugares, gracias a las reformas administrativas llevadas a cabo por el rey Carlos III. Estos cargos eran elegidos por sufragio gradual, sistema que a partir de 1772 se utiliza también para la elección de los alcaldes reales. Se configura así el primer «ayuntamiento» de Arico.
El historiador tinerfeño José de Viera y Clavijo describe el término de Arico a finales del siglo xviii de la siguiente manera:

ARICO. Dista de la Granadilla 3 leguas, y 10 de La Laguna. El camino tiene más de 30 barranqueras. Las casas que hay arruadas están donde llaman El Lomo, mirando al Oriente; y aquí queda la iglesia, que es buena, con cura provisión del obispo. El temperamento, cuando no sopla el Este, es benigno. El piso y campaña, muy árida, todo de piedra tosca. Del referido Lomo a las playas de Abona habrá como 1 legua, y allí se halla la ermita de las Mercedes (...). Es vecindario de 1.869 personas, algunas en los pagos del Río, Arico Nuevo, Icore, Archenche, Sombrera, Cisnera, La Degollada, Gavilán, Tamadaya, Valencia, Sabina Alta, Zarza, Fasnia, La Gambuesa, etc. Tiene 4 ermitas.
José de Viera y Clavijo, 1772-1773.

A lo largo de los siglos xviii y xix se fue creando una estructura de clases en la comunidad campesina de Arico, en la que una minoría de propietarios y grandes arrendatarios acaparó las extensas haciendas de la zona, mientras que un amplio colectivo campesino, empobrecido y ajeno a la propiedad, vio limitado su acceso a pastizales y baldíos realengos.
En 1795 la Real Audiencia de Canarias dio por separado el término de Fasnia del de Arico, quedando el territorio de este último en sus límites modernos.

### Etapa moderna: siglosxixyxx
En 1812 se constituye el municipio de Arico con la creación de los ayuntamientos constitucionales bajo el amparo de la Constitución de Cádiz, aunque no sería hasta 1836 cuando quede definitivamente consolidado tras las alternancias entre gobiernos constitucionales y absolutistas de la primera mitad del siglo, y de la desaparición del régimen municipal único que había sido instaurado desde la conquista.
En 1824 se crea el primer cementerio de Arico.
Pascual Madoz, en su Diccionario, dice de Arico a mediados del siglo xix:

ARICO. Lugar con ayuntamiento en la isla de Tenerife (…). SITUADO al S. de la expresada isla, á casi igual distancia de la cumbre, llamada de Fasnea, y del mar, sobre diferentes cerros, donde le combaten los vientos fuertes de la brisa; disfruta de CLIMA bastante saludable. Dividese la población en 12 barrios, á saber: el Lomo, el Río, la Sisuera [sic], Gavilanes, Degollada, Arico el Nuevo, Arico el Viejo, el Bueno, Icor, Chafana, Sabinita y Altos; entre todos cuentan sobre 40 CASAS de 2 pisos y regular construcción; las demás son por lo general bajas, que llaman Torreras [sic], fabricadas de piedra seca con tejado de paja; unas 66 familias habitan cuevas, abiertas en la piedra tosca que cubre los cerros; también se sirven de iguales cuevas para encerrar los animales, siendo frecuente en las grandes invernadas, desplomarse unas y otras, causando estragos irreparables en personas y bestias. La iglesia parroquial, bajo la advocación de San Juan Bautista, cuya celebridad se celebra el 24 de junio, ocupa el centro del pago, llamado el Lomo; (…) fue erigida parroquia en el año de 1640, segregándola de la de Vilaflor, á cuya feligresía correspondía antes el lugar; (…) el cementerio está situado en parage bien ventilado, y separado de todos los barrios. En el pago del Río hay una ermita dedicada á San Bartolomé; y en el de Arico el Nuevo, que es donde vive la gente más rica, otra cuyo título es Ntra. Sra. de la Luz. (…) Tiene este pueblo 1 alcalde de mar con 77 matriculados que pertenecen al distrito de Sta. Cruz. Confina el TÉRMINO por el N. con el del lugar de Fasnea; por el S. con el de Granadilla; por el E. con el mar, y por el O. con la montaña de Teide; su superficie está tajada por muchos barrancos que bajan de la cumbre; el TERRENO es delgado y de mucho declive, por lo que el plantío de árboles y la siembra de cereales se hacen en las quebradas, conteniendo la tierra con paredones; por la alto son las tierras muy frescas, de tosca blanca, por manera que se siembran patatas; y se cogen buenas cosechas, aunque no llueva, á pesar de carecer de riego. La estensión del que se cultiva, ascenderá a unas 400 fanegadas. Las laderas y costas producen muchos nopales, en los cuales se cría cochinilla que es ya renglón de alguna importancia, y llegará indudablemente á ser la principal riqueza; por todas las faldas de la cumbre se encuentran espesos pinares, pero muy desmejorados por falta de vigilancia. Son varios los arroyos que corren por el término, proporcionando riego a las tierras, aunque con escasez. La fuente de Taco, entre el mar y la población; la de Chiperdi, entre esta y el monte de Fasnea; la de Chajusna, que baja de un monte de su nombre; la rambla de Tamadaya y la de Aresa; aquella corre por entre los barrancos de O., y esta por entre los del E. Los CAMINOS son ásperos; la INDUSTRIA consiste en losas de cantería, de las cuales se fabrican próximamente 15.000 varas al año, esportándose para América y África. El COMERCIO, fuera del expresado anteriormente, puede decirse es nulo; hasta el año pasado frecuentaban estas costas barcos contrabandistas de Gibraltar, los cuales acostumbraban á fondear en los puertos de Porís y Abrigos de Abona, donde vendían su cargamento; pero después de aquella época no se les ha vuelto a ver. PRODUCE: trigo, cebada, patatas, cochinilla, pocos higos y vino; ganado lanar y cabrío en corto número. POBLACIÓN: 543 vecinos, 2.284 almas...
Pascual Madoz, 1849.

La crisis de la cochinilla a finales del siglo xix provocó una fuerte oleada emigratoria a Cuba, que sin embargo pronto se vio compensada con la expansión de los nuevos cultivos de regadío —tomate y papas— orientados a la exportación. Para favorecer esta incipiente economía se proyecta en 1895 la primera carretera de Arico al Porís de Abona, obra que culmina en 1907. Esta infraestructura, junto a otras carreteras que unían los centros agrícolas de medianías del sur con los diferentes puertos de cabotaje, se enmarcaba dentro de un plan estatal de apoyo a la iniciativa privada.
En 1899 se construye el faro de Punta de Abona para facilitar la navegación de cabotaje entre Santa Cruz, los puertos del sur y las islas occidentales, siendo inaugurado en 1902 y clausurado en 1978 tras la construcción de una nueva torre.
El 9 de mayo de 1916 el rey Alfonso XIII otorga el título de villa a Arico dado el desarrollo de su agricultura, industria y comercio.
En la década de 1920 llega a Arico la carretera general del Sur, vía de comunicación que viene a sustituir a los antiguos caminos reales.
Entre 1924 y 1927 se produce el cambio de capitalidad desde Villa de Arico a Arico el Nuevo dada su situación estratégica en el centro de la jurisdicción. También en estas fechas y durante la Segunda República se crean numerosas escuelas en los diferentes barrios del municipio. En los años veinte se crean además estaciones telegráficas y telefónicas de Arico el Nuevo y Villa de Arico.
En los años treinta se comienzan a hacer galerías filtrantes en las cumbres de Arico y Fasnia, fundándose en 1942 la empresa Aguas del Sur S.A. que construye entre los años cuarenta y cincuenta el Canal del Sur que trasvasaba el agua hasta los municipios sureños, favoreciendo así la expansión de los cultivos de exportación.
Durante la Guerra Civil se produce la desaparición y asesinato de cuatro vecinos de Arico por sus ideas de izquierdas por parte de afines al bando franquista.
En 1941 se inicia la construcción de un complejo para el tratamiento de la lepra en la zona costera de Punta de Abona. El proyecto, del arquitecto tinerfeño José Enrique Marrero Regalado, fue pronto abandonado por la aparición de nuevos fármacos contra la enfermedad, quedando la leprosería y sanatorio inacabados y siendo utilizadas las instalaciones posteriormente como zona de uso militar.
En 1971 se abre al tráfico la Autovía del Sur que une Santa Cruz con Los Cristianos y que será ensanchada y reconvertida en la Autopista del Sur hacia 1978, mejorando las comunicaciones del municipio.
En 1984 se instala en el municipio la Planta Insular de Residuos Sólidos PIRS, que formaba parte del Plan Insular de Residuos Sólidos propulsado por el Cabildo insular para erradicar los vertederos incontrolados que existían en la isla y solventar el agotamiento de las otras zonas de vertido, como las de El Lazareto en Santa Cruz de Tenerife, clausurado en 1982, y Montaña del Aire en San Cristóbal de La Laguna, cerrado en 1985.

### Sigloxxi
El 6 de junio de 2002 el Ministerio de Defensa vende al empresario italiano Alberto Giacomini y al ayuntamiento de Arico la zona militar de Punta de Abona. En la zona se proyecta entonces el desarrollo de un complejo turístico con hoteles y campos de golf, pero la declaración por parte del Gobierno de Canarias de una moratoria turística anula tal posibilidad.

## Demografía
Arico cuenta con una población de 9120 habitantes (INE 2024).
| Gráfica de evolución demográfica de Arico entre 1842 y 2021                                                         |
| |
| Población de derecho según los censos de población del INE Población de hecho según los censos de población del INE |

A 1 de enero de 2020 tenía un total de 8 111 habitantes, ocupando el 22.º puesto en número de habitantes de la isla de Tenerife y el 25.º de la provincia de Santa Cruz de Tenerife.
La densidad de población era de 45,37 hab./km².
Por sexos contaba con 4 171 hombres y 3 940 mujeres.
Del análisis de la pirámide de población se deduce que:
- La población comprendida entre 0 y 14 años era el 12 % del total (987 personas);
- la población entre 15 y 64 años se correspondía con el 70 % (5 712 pers.);
- y la población mayor de 65 años era el 17 % (1 412 pers.) restante.

En cuanto al lugar de nacimiento, el 74 % (5 991 pers.) había nacido en Canarias, de los cuales el 49 % (2 925 pers.) había nacido en otro municipio de la isla, un 47 % (2 816 pers.) en el propio municipio, y un 4 % (250 pers.) procedía de otra isla del archipiélago. El resto de la población la componía un 5 % (403 pers.) de españoles peninsulares y un 21 % (1 717 pers.) de nacidos en el Extranjero, sobre todo procedentes de Italia, Venezuela, Alemania, Cuba y Reino Unido.
| Entidad singular    | Habitantes |
| ------------------- | ---------- |
| Arico el Nuevo      | 140        |
| Arico Viejo         | 1 061      |
| La Cisnera          | 631        |
| Los Gavilanes       | 244        |
| Icor                | 506        |
| Porís de Abona      | 2 116      |
| El Río              | 740        |
| San Miguel de Tajao | 2 040      |
| Villa de Arico      | 633        |
| Total               | 8 111      |

## Economía
El municipio siempre estuvo ligado al sector primario, con agricultura de subsistencia, una ganadería heredada del pueblo guanche, la pesca y el aprovechamiento de la madera de sus bosques. También destaca la cantería y las energías renovables —especialmente la eólica—, así como el turismo rural y el turismo deportivo —principalmente la escalada—.

## Administración y política

### Gobierno municipal
El municipio se rige por su Ayuntamiento, compuesto por el alcalde-presidente y doce concejales.
| Periodo   | Nombre                            | Partido | Partido                                      |
| --------- | --------------------------------- | ------- | -------------------------------------------- |
| 1979-1987 | Domingo Zacarías Rodríguez Medina |         | Partido Socialista Obrero Español (PSOE)     |
| 1987-1995 | Eladio Morales Borges             |         | Agrupación Tinerfeña de Independientes (ATI) |
| 1995-2011 | Eladio Morales Borges             |         | Coalición Canaria (CC)                       |
| 2011-2012 | Olivia María Delgado Oval         |         | Partido Socialista Obrero Español (PSOE)     |
| 2012-2015 | Juan José Armas Marrero           |         | Centro Canario Nacionalista (CCN)            |
| 2015-2019 | María Elena Fumero García         |         | Coalición Canaria (CC)                       |
| 2019-2019 | Olivia María Delgado Oval         |         | Partido Socialista Obrero Español (PSOE)     |
| 2019-2023 | Sebastián Martín Pérez            |         | Primero Arico (PA)                           |
| 2023-act. | Olivia María Delgado Oval         |         | Partido Socialista Obrero Español (PSOE)     |

| Partido político | Partido político                              | 1979   | 1983   | 1987   | 1991   | 1995   | 1999   | 2003   | 2007   | 2011   | 2015   | 2019   | 2023   |
| Partido político | Partido político                              | Ediles | Ediles | Ediles | Ediles | Ediles | Ediles | Ediles | Ediles | Ediles | Ediles | Ediles | Ediles |
|                  | Agrupación Independiente de Arico (AIA)       | 3      |        |        |        |        |        |        |        |        |        |        |        |
|                  | Agrupación Tinerfeña de Independientes (ATI)  |        |        | 6      | 6      |        |        |        |        |        |        |        |        |
|                  | Ahora Canarias                                |        |        |        |        |        |        |        |        |        |        | 0      |        |
|                  | Arico Somos Todos (ARICO ST)                  |        |        |        |        |        |        |        |        |        |        |        | 2      |
|                  | Centro Canario Nacionalista (CCN)             |        |        |        |        |        |        |        | 0      | 2      | 3      |        |        |
|                  | Ciudadanos (CS)                               |        |        |        |        |        |        |        |        |        |        | 0      |        |
|                  | Coalición Canaria (CC)                        |        |        |        |        | 7      | 8      | 8      | 7      | 5      | 2      | 4      | 3      |
|                  | Partido Nacionalista Canario (PNC)            |        |        |        |        |        |        | 1      | 0      | CC     |        |        |        |
|                  | Alianza Popular (AP)-Partido Popular (PP)     |        | 4      |        |        | 0      | 0      | 0      | 0      | 1      | 2      | 2      | 2      |
|                  | Partido Socialista Obrero Español (PSOE)      | 6      | 7      | 5      | 5      | 4      | 5      | 4      | 6      | 5      | 5      | 5      | 6      |
|                  | Primero Arico (PA)                            |        |        |        |        |        |        |        |        |        |        | 2      |        |
|                  | Alternativa Sí Se Puede por Tenerife (ASSPPT) |        |        |        |        |        |        |        |        |        | 1      |        |        |
|                  | Unión de Centro Democrático (UCD)             | 2      |        |        |        |        |        |        |        |        |        |        |        |

Aunque después de las elecciones de mayo de 2011 el gobierno municipal se conformó con un pacto entre los concejales del PSOE y del CCN, en abril de 2012 los ediles de este último presentaron una moción de censura contra la alcaldesa socialista, quedando conformada la nueva corporación por un pacto del CCN y CC.
Tras las elecciones de 2015 se forma un pacto entre CC, PP y CCN, siendo Elena Fumero investida alcaldesa de Arico.
El 11 de noviembre de 2019, Sebastián Martín presenta una moción de censura junto a CC y PP contra la alcaldesa de Arico, Olivia Delgado. El 25 de noviembre se lleva a cabo el pleno de la moción, en el que Sebastián Martín se convierte en el nuevo alcalde de Arico con el apoyo de los dos ediles de su partido, cuatro de CC y uno del PP, consiguiendo mayoría absoluta.
El 17 de junio de 2023, durante la celebración del pleno de constitución de la corporación municipal 2023-2027, Olivia Delgado volvió a convertirse en alcaldesa del municipio por mayoría simple gracias a los 6 votos de su propio grupo, el PSOE.

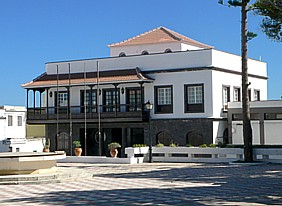
Ayuntamiento de Arico

### Organización territorial

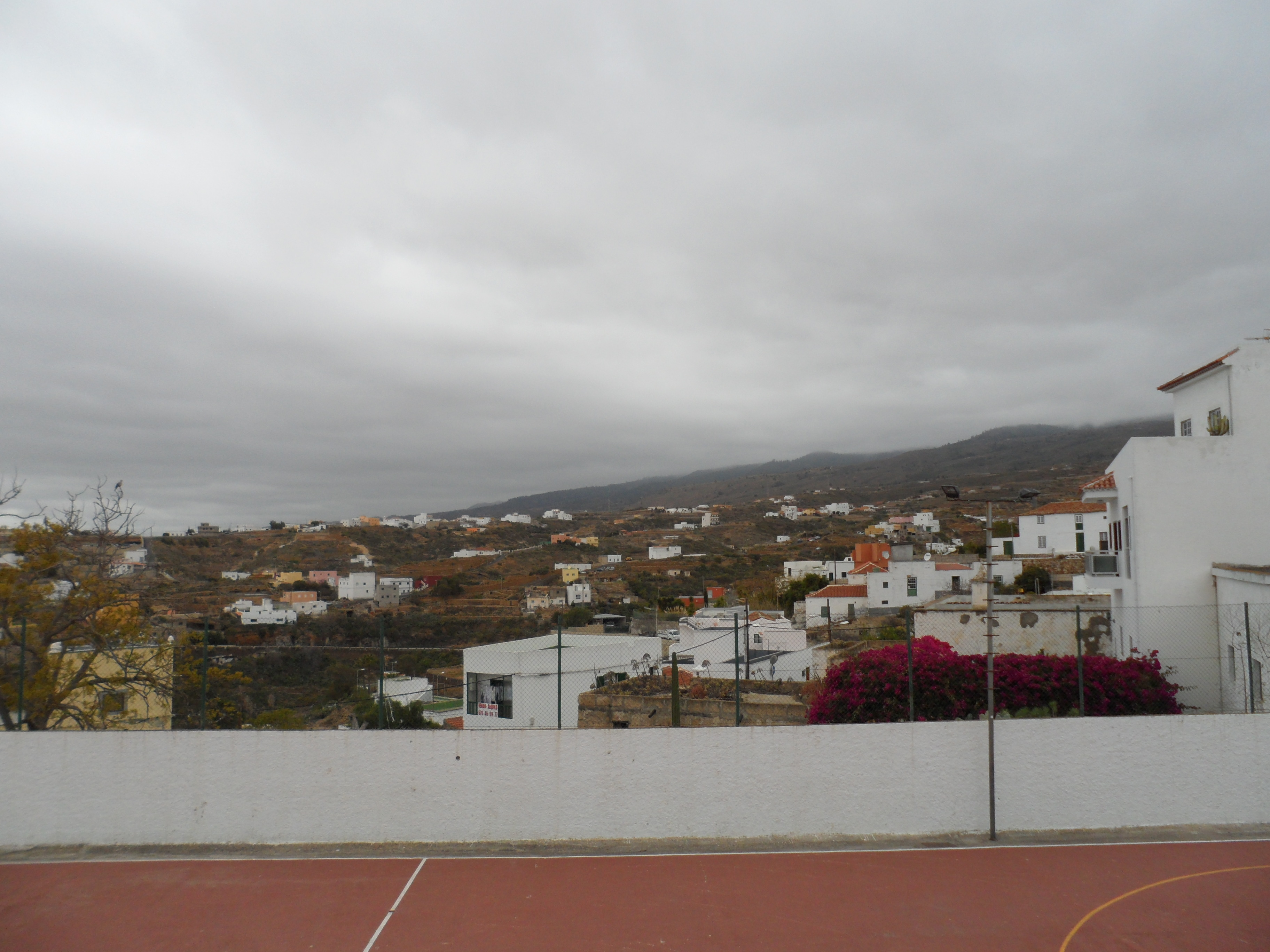
Villa de Arico

El municipio se encuentra incluido en la Comarca del Sureste, a excepción de su superficie municipal inmersa en el parque natural de la Corona Forestal, que forma parte de la Comarca del Macizo Central.
El término municipal se encuentra dividido en nueve entidades singulares de población, algunas divididas a su vez en núcleos de menor entidad.
| Entidad singular    | Núcleo                                                                                             | Superficie |
| ------------------- | -------------------------------------------------------------------------------------------------- | ---------- |
| Arico el Nuevo      | | 3,05 km²   |
| Arico Viejo         | Arico Viejo Las Eritas La Degollada El Hediondo La Sabinita Lomo Polegre Rodrigo El Tajoz El Bueno | 31,11 km²  |
| La Cisnera          | San Diego San José                                                                                 | 18,65 km²  |
| Los Gavilanes       | Los Gavilanes Polegre Teguedite                                                                    | 4,09 km²   |
| Icor                | Las Aguelillas Las Casitas Las Eras Altas                                                          | 52,1 km²   |
| Porís de Abona      | Los Abriguitos Las Eras Bajas Jardín del Atlántico Porís de Abona Punta de Abona                   | 7,11 km²   |
| El Río              | | 30,35 km²  |
| San Miguel de Tajao | Las Arenas Barranco del Río La Caleta La Jaca Las Listadas San Miguel de Tajao                     | 4,22 km²   |
| Villa de Arico      | | 28,13 km²  |
| Total del municipio | | 178,76 km² |

## Servicios

### Educación
Centro de educación infantil y primaria
- CEIP Nuestra Señora de la Luz, en La Degollada
- CEIP El Río
- CEIP Villa de Arico
- CEIP Virgen de Fátima, en El Porís

Escuela de educación infantil
- EEI Saltimbanquis, en Abades

Instituto de educación secundaria
- IES Arico, en Teguedite

### Sanidad
- Centro de salud Arico, en Arico Viejo
- Consultorio médico Villa de Arico

### Seguridad ciudadana
- Asociación de protección y emergencia Tamadaya, en Arico Viejo
- Comisaría de la policía local, en Villa de Arico
- Jefatura de la Guardia Civil, en El Porís

### Transporte

#### Carreteras
Las principales vías de comunicación que conectan el municipio son la Autopista del Sur TF-1 y la carretera General del Sur TF-28. Además, existen una serie de carreteras secundarias que unen las diferentes entidades de población de Arico entre sí o con otros municipios:
- TF-534 de la TF-28 a El Bueno
- TF-622 de Las Eras a Acceso a Icor
- TF-625 de la TF-28 a Porís de Abona
- TF-627 de El Porís a Villa de Arico
- TF-629 de Abades a Villa de Arico
- TF-631 de Abades a la TF-632
- TF-632 de la TF-1 a San Miguel de Tajao

#### Transporte público
En autobús —guagua— queda conectado mediante las siguientes líneas de TITSA: 
| Línea | Trayecto                                                                     | Recorrido     |
| ----- | ---------------------------------------------------------------------------- | ------------- |
| 111   | Santa Cruz - Aeropuerto Sur - Los Cristianos - Costa Adeje                   | Horario/Línea |
| 032   | Güímar - Las Eras - La Sombrera                                              | Horario/Línea |
| 034   | El Tablado - Granadilla de Abona (por Fasnia y Arico)                        | Horario/Línea |
| 035   | Güímar - Granadilla de Abona (por Fasnia y Arico)                            | Horario/Línea |
| 036   | Güímar - Granadilla de Abona (por TF-1 y Los Roques)                         | Horario/Línea |
| 039   | Güímar - Granadilla de Abona (por TF-1 y El Tablado)                         | Horario/Línea |
| 430   | Granadilla - San Isidro - Villa de Arico - Porís - Costa Arico - Las Maretas | Horario/Línea |
| 711   | Santa Cruz - Aeropuerto Sur - Los Cristianos - Costa Adeje (nocturno)        | Horario/Línea |

#### Caminos
En el municipio se encuentran diferentes rutas de senderos homologados en la Red de Senderos de Tenerife:
- PR-TF 86 Villa de Arico - Cumbre de Arico
- PR-TF 86.1 Ortiz – La Puente (Zona de escalada)
- PR-TF 86.2 Arico Nuevo – Área Recreativa El Contador
- PR–TF 86.3 La Sabinita – Tamadaya

## Patrimonio

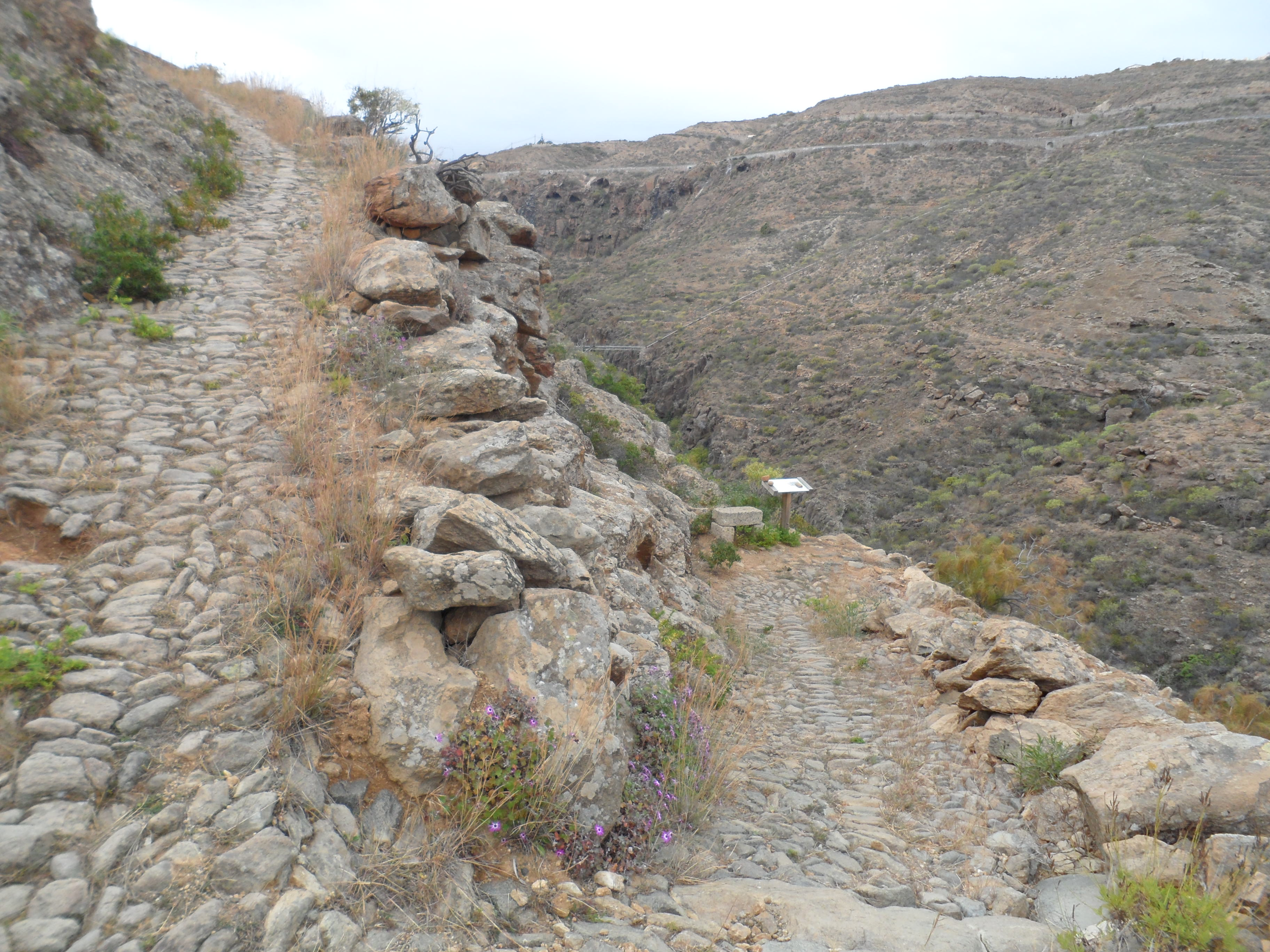
Camino Real

El municipio de Arico cuenta con varios Bienes de Interés Cultural:
- Conjunto Histórico La Villa de Arico[18]
- Conjunto Histórico Arico el Nuevo[51]
- Conjunto Histórico Caserío de Icor[52]
- Monumento histórico iglesia de San Juan Bautista (La Villa de Arico)

Otros elementos arquitectónicos de interés son el antiguo Faro de la Punta de Abona, del siglo xix; la ermita de Nuestra Señora de las Mercedes, reconstruida a comienzos del siglo xx sobre una primitiva edificación de 1514; la ermita de San Bartolomé, del siglo xvii con tallas de la misma centuria; o la iglesia de la Luz, en cuyo interior se halla la escultura gótica de la virgen del Tajo, traída en el siglo xvi por el conquistador Jorge Grimón. Esta talla es la pieza artística más valiosa de la localidad y una de las más importantes del archipiélago, tanto por sus características escultóricas como por su historia.
También son de interés el antiguo Camino Real del Sur y el patrimonio agrícola y cultural del municipio. Además, existen zonas arqueológicas de la cultura guanche.

### Fiestas

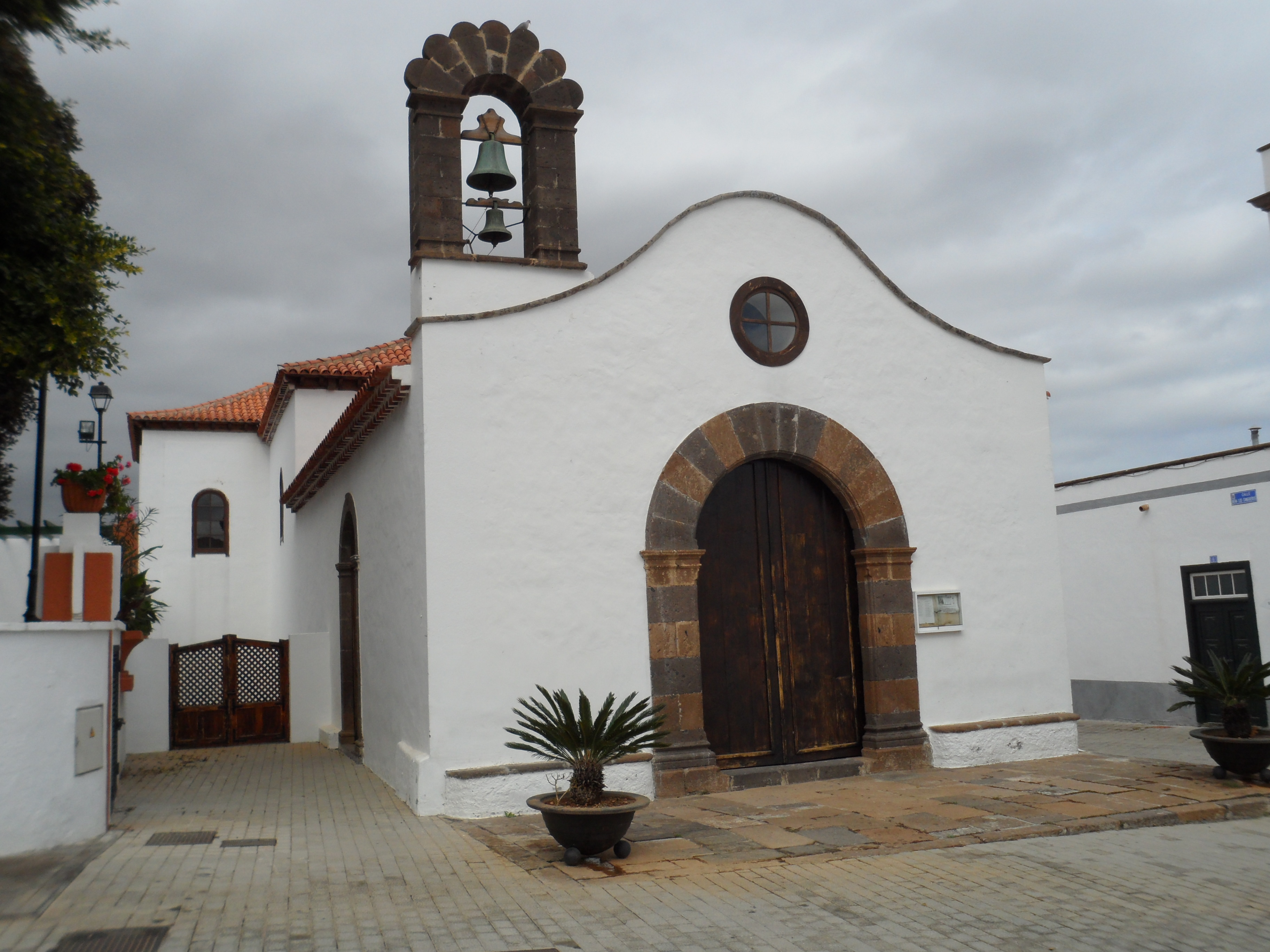
Iglesia de Nuestra Señora de La Luz, Arico el Nuevo

En el municipio se celebran diferentes fiestas, destacando las patronales en honor a Santa María de Abona o Virgen de Abona (patrona también del sur de Tenerife) en el mes de septiembre, celebrándose una Bajada de la Virgen cada cinco años desde La Villa de Arico hasta el núcleo costero de La Punta de Abona.
Otras fiestas celebradas a lo largo del año en los diferentes núcleos del municipio son: San José Obrero en La Cisnera, la Santa Cruz en La Sabinita, San Isidro Labrador en Teguedite y Santa Rita en La Listada, ambas en el mes de mayo; la Virgen de la O en El Río, San Juan Bautista en La Villa de Arico, Nuestro Señor de la Cruz en Arico Viejo y San Pancracio en El Bueno todas en el mes de junio; la Virgen de Fátima en El Porís de Abona y la Virgen del Carmen en La Jaca durante el mes de julio; Nuestra Señora de los Pobres en La Listada, Nuestra Señora de la Luz y de Tajo en Arico Nuevo, la Romería de San Bartolomé en El Río y la Virgen de Las Mercedes en La Punta de Abona, todas en el mes de agosto; San Miguel en Tajao durante el mes de septiembre; El Rosario en La Cisnera y San Lucas en Icor en octubre.
Los Carnavales en Abades y en La Sabinita, patrocinados por el Ayuntamiento, también destacan por su alta participación. También se celebran ferias como la Feria del Cereal en Arico Nuevo en el mes de abril, donde se presentan un buen surtido de panes de diferentes países. También citar la ruta de la Brea, de la miel, de costa y del agua entre otras actividades.

### Deportes
La siguiente lista de entidades deportivas son las que cuentan actualmente el municipio de Arico:
- Actividades subacuáticas: Club de Buceo Arisub
- Atletismo: C.D. Los Truenos de Arico (Titanes de Arico)
- Automovilismo: Escudería Arico Competición
- Baile deportivo: Fusion Dance
- Caza deportiva: Sociedad de Cazadores Atalaya de Arico
- Fútbol: C.F.S. Chaboyme, ESMUArico, U. D. Arico
- Judo y Deportes Asociados: Club de Judo Seiza Arico
- Lucha del garrote: Tamadaya Lucha del Garrote
- Montañismo: Grupo Montañero Choya
- Escalada: Varios club a lo largo del municipio

Las infraestructuras deportivas en Arico se cuentan por 8 polideportivos en las principales localidades (Abades, Arico Viejo, El Porís, El Río, La Cisnera, La Jaca, La Listada, Tajao); y 1 campo de fútbol, el campo de fútbol municipal Francisco Rodríguez de Azero y Salazar en Arico Nuevo

### Religión
La población creyente de Arico profesa mayoritariamente la religión católica, estando repartida la feligresía en cuatro parroquias: 
- Parroquia matriz de San Juan Bautista en La Villa de Arico
- Parroquia de San Bartolomé Apóstol en El Río
- Parroquia de Nuestra Señora de la Luz en Arico el Nuevo
- Parroquia de San Lucas Evangelista en Icor
- Parroquia de Nuestra Señora de Fátima en Porís de Abona

Las dos primeras parroquias pertenecen al arciprestazgo de Granadilla, mientras que las otras tres forman parte del arciprestazgo de Güímar, de la diócesis de Tenerife.
El municipio cuenta también con otros lugares de culto católico:
- Iglesia de San Isidro en Los Gavilanes
- Iglesia de San José Obrero en La Cisnera
- Iglesia de Nuestra Señora de las Mercedes en Punta de Abona
- Iglesia de Nuestra Señora de los Pobres en Las Listadas
- Iglesia de San Miguel en San Miguel de Tajao
- Ermita de La Cruz en Arico Viejo
- Ermita de San Pancracio en El Bueno
- Ermita de El Calvario en La Villa de Arico
- Ermita de Nuestra Señora del Carmen en Los Abriguitos

### Monumentos y lugares de interés
- Iglesia parroquial de San Juan Bautista

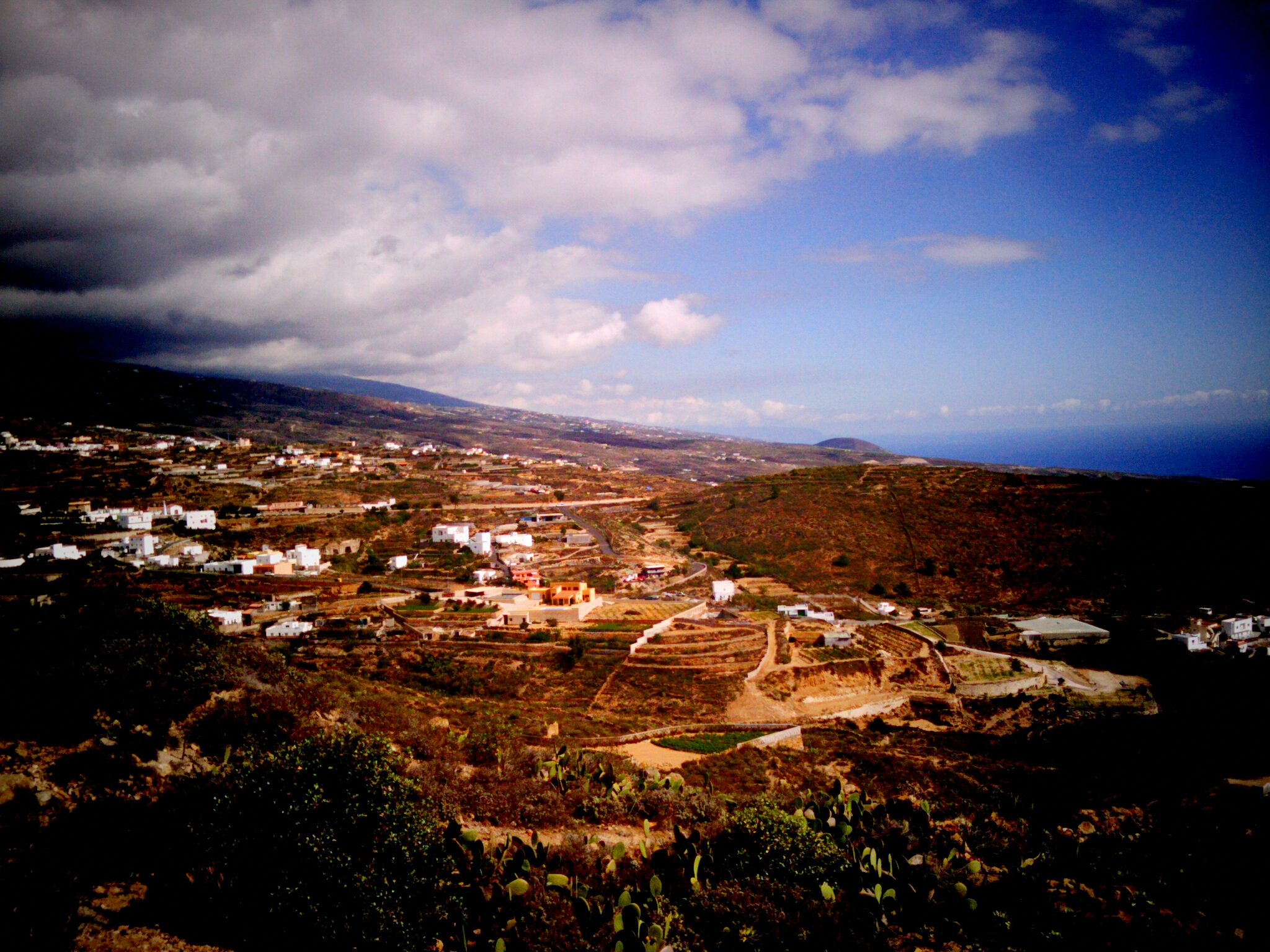
Villa de Arico
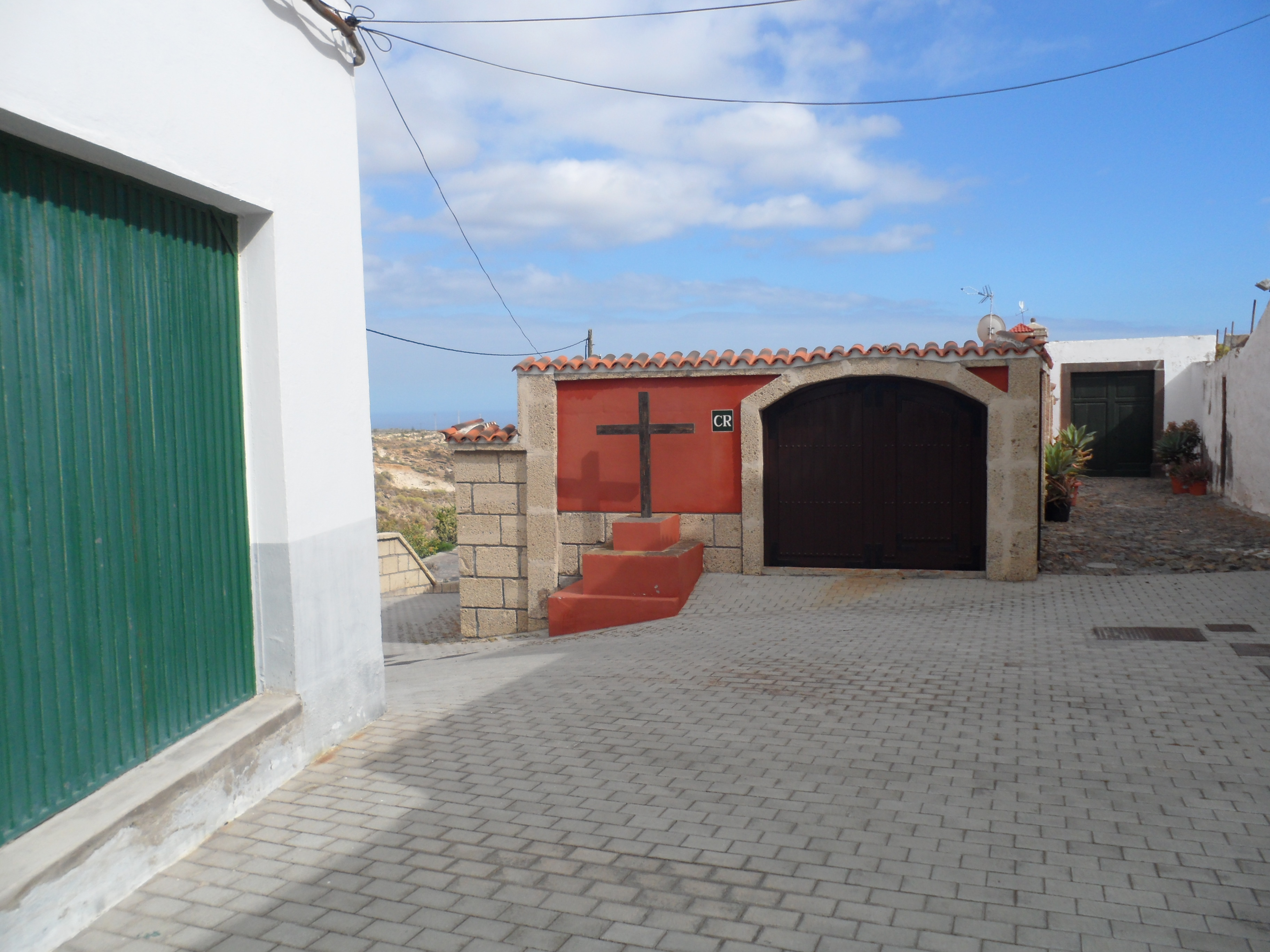
Arico el Nuevo
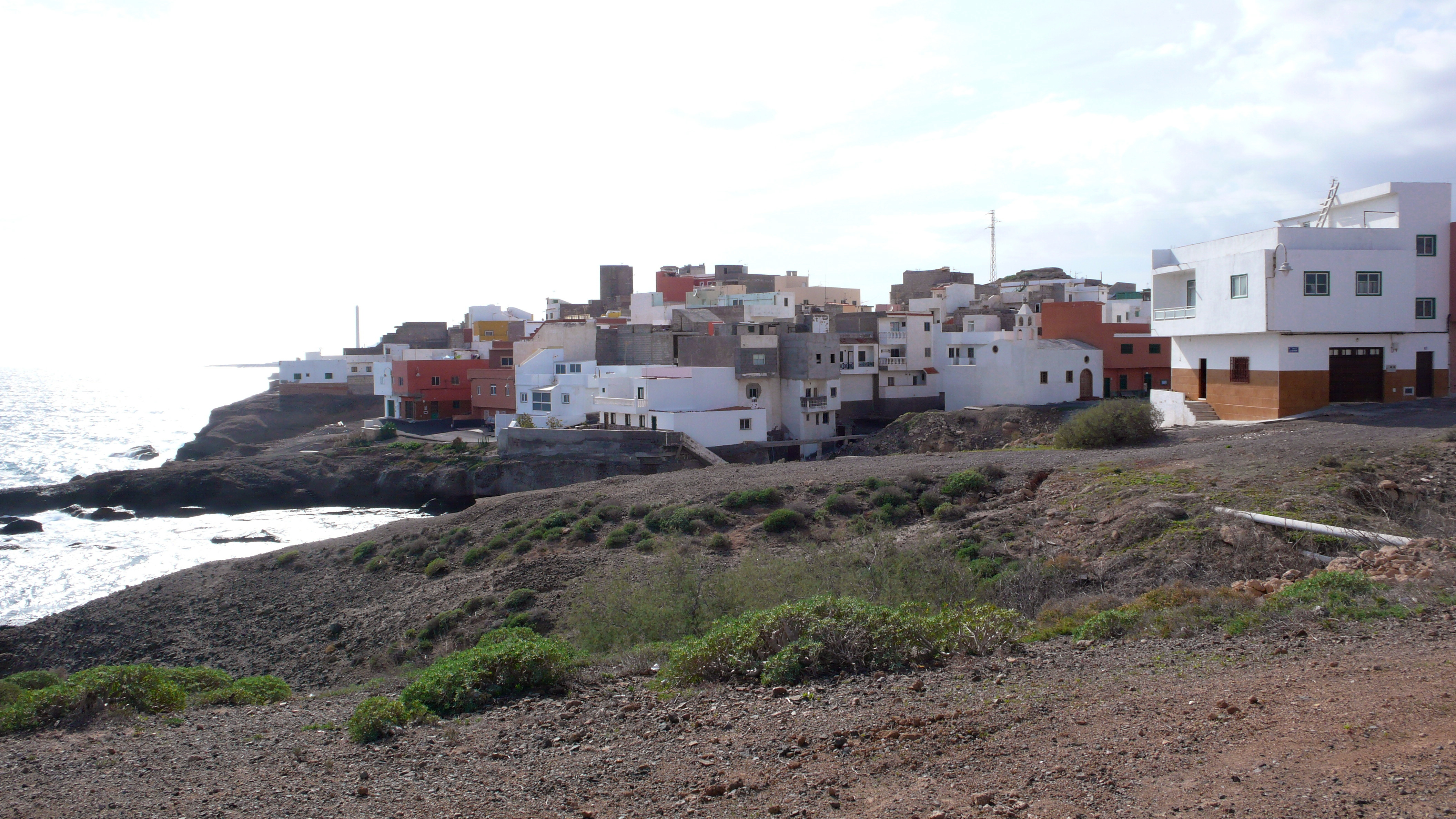
La Caleta, San Miguel de Tajao